# NGC 2192
NGC 2192 (również OCL 437) – gromada otwarta znajdująca się w gwiazdozbiorze Woźnicy. Odkrył ją William Herschel 31 grudnia 1788 roku. Jest położona w odległości ok. 11,3 tys. lat świetlnych od Słońca.